# Harder to Breathe
Harder To Breathe — перший сингл американського поп-рок гурту Maroon 5 з їх дебютного альбому Songs about Jane. Суть кліпа полягає у тому, що гурт виконує цю пісню в темній кімнаті. Упродовж всього кліпа камера фіксується то на стені, то на дощі для гри у дартс, то на свічках, що стоять на столі, то на самих учасниках гурту, наближуючись і віддалюючись.

## Чарти
| Чарт (2003/2004)                      | Пікова позиція       |
| ------------------------------------- | -------------------- |
| Australia ARIA Singles Chart          | 37                   |
| Euro Top 200                          | 47                   |
| Ireland Singles Chart                 | 34                   |
| Italy Singles Chart                   | 28                   |
| New Zealand Singles Chart             | 33                   |
| UK Singles Chart                      | 13                   |
| Polish Charts                         | 2                    |
| U.S. Billboard Hot 100.               | 18 (21 жовтня, 2003) |
| U.S. Billboard Hot Digital Tracks     | 6                    |
| U.S. Billboard Hot Modern Rock Tracks | 31                   |